# Mały Giewont

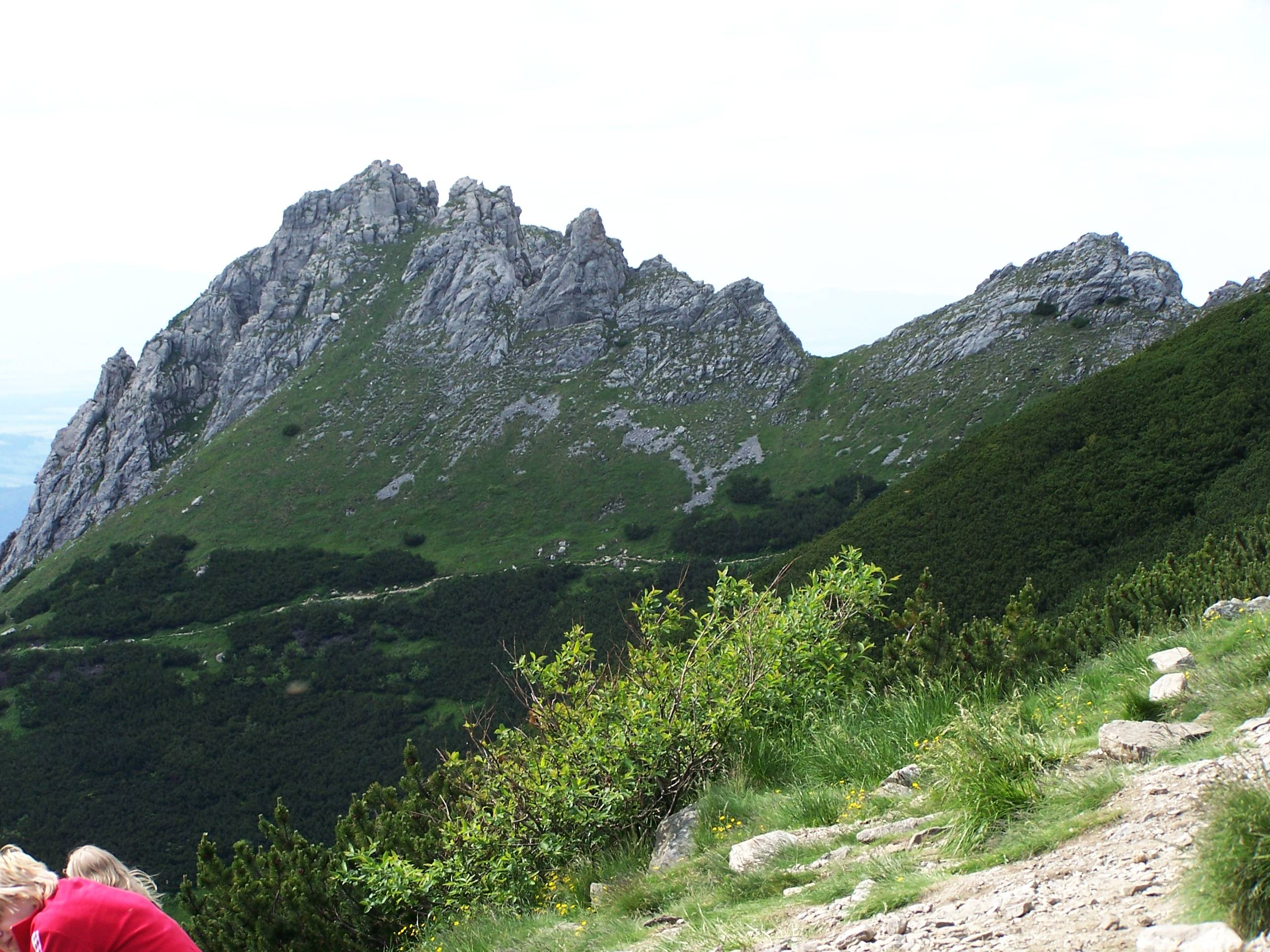
Mały Giewont – widok z Kondrackiej Przełęczy

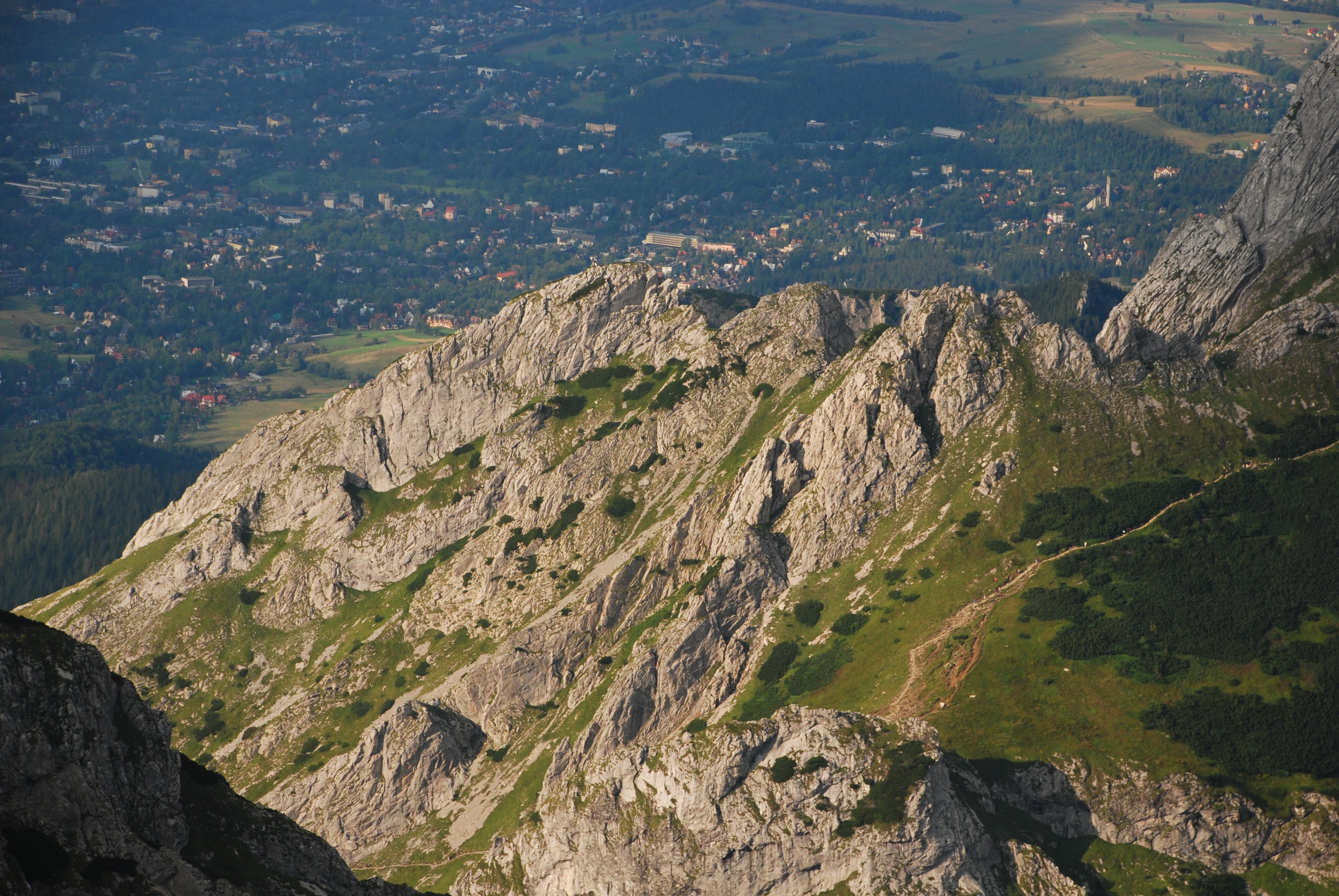
Mały Giewont – widok od południowej strony

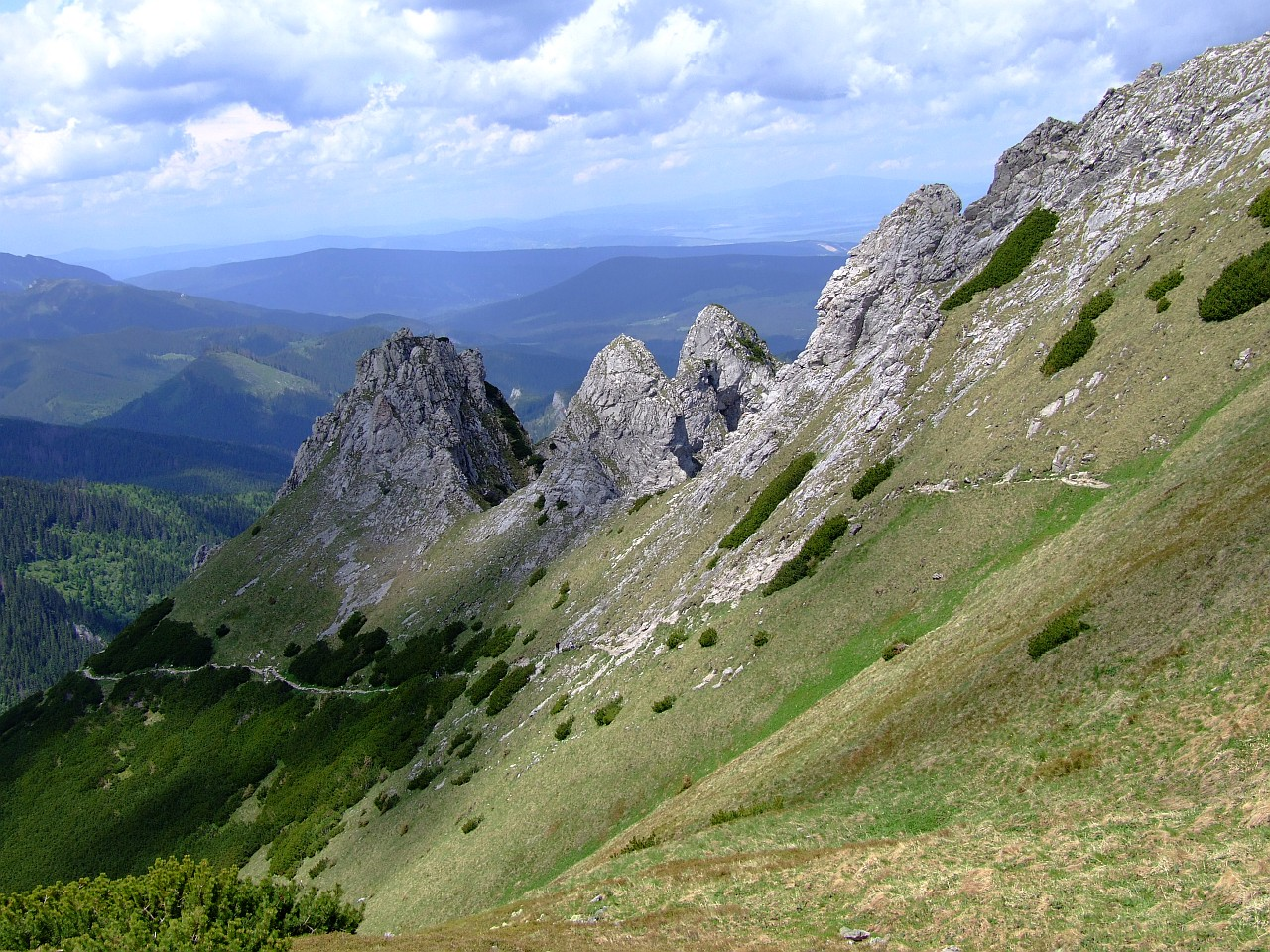
Mały Giewont i Giewoncka Przełęcz

Mały Giewont – szczyt w masywie Giewontu w Tatrach Zachodnich, leżący pomiędzy Doliną Małej Łąki a Doliną Strążyską. Dawniej nazywany był także Giewoncikiem. W najwyższym punkcie, odległym ok. 420 m w prostej linii od głównego szczytu Giewontu (zwanego Wielkim Giewontem) osiąga on wysokość 1735 m.

## Topografia
Od strony wschodniej Mały Giewont oddzielony jest szeroką Giewoncką Przełęczą, za którą półkolista skalna grzęda wrasta w stromo opadającą kopułę szczytową Wielkiego Giewontu. Z przełęczy tej opada na północ do Małej Dolinki duży i urwisty żleb, zwany Żlebem Kirkora. W kierunku południowym przełęcz Siodło oddziela Mały Giewont od Siodłowej Turni. Od strony północno-zachodniej szczyt sąsiaduje z Grzybowcem, oddzielony od niego przełęczą Bacuch.
Mały Giewont ma bardzo skomplikowaną rzeźbę z postrzępioną granią, od której odchodzą boczne żebra skalne i z której opadają liczne żleby. W grani tej wypiętrza się pięć wybitnych turni, oddzielonych od siebie czterema przełączkami. Są to kolejno od Giewonckiej Przełęczy:
- Giewoncki Chłopek,
- Zadni Giewoncki Karbik,
- Zadnia Giewoncka Baszta,
- Skrajny Giewoncki Karbik,
- Wysoka Giewoncka Baszta – najwyższa z turni Małego Giewontu (1735 m),
- Giewoncki Przechód – przełączka łatwo dostępna z obu stron (zarówno od Żlebu Kirkora, jak i z Wyżniego w Dolinie Małej Łąki); w stronę zachodnią opada z niej żleb, zwany niżej (od połączenia na wysokości ok. 1580 m z sąsiednim żlebem z Przełęczy nad Dziurą) Żlebem z Progiem lub Żlebem pod Ździarchy (Ździarchy to nazwa skalistych zboczy Małego Giewontu po stronie Doliny Małej Łąki),
- Biała Giewoncka Baszta,
- Przełęcz nad Dziurą – najszersze z wcięć w grani Małego Giewontu; na zachód opada z niej niezbyt stromy żleb, na wschód natomiast pionowa ściana o wysokości 30 metrów, poniżej której znajduje się rozwidlony w górnej części żleb Dwojak, opadający wysokim progiem do Żlebu Kirkora; nazwa przełęczy pochodzi od nyży skalnej nad lewą orograficznie gałęzią Dwojaka,
- Skrajna Giewoncka Baszta – do niej odnosi się najczęściej podawana w literaturze i na mapach wysokość Małego Giewontu: 1728 m; w pobliżu wierzchołka odchodzą 3 żebra skalne:
  - zachodnie, zakończone turnią Olejarnią z 40-metrową ścianą południowo-zachodnią,
  - północno-wschodnie, z dwuwierzchołkową Szarą Turnią (ok. 1650 m), której wschodnia ściana mierzy ok. 80 m wysokości,
  - wschodnie, zakończone Iglicą, opadającą do Żlebu Kirkora 80-metrową ścianą[2].

## Przyroda
Mały Giewont zbudowany jest z wapieni i dolomitów, w partiach wierzchołkowych tworzących strome i nagie turnie. Na jego stokach graniczą z sobą płaszczowiny serii wierchowej Giewontu i Czerwonych Wierchów. Dolną część tworzą łupki i twarde wapienie kredowe należące do płaszczowiny Czerwonych Wierchów, a na nich leżą triasowe wapienie i dolomity płaszczowiny Giewontu. Twardsze dolomity tworzą wystające żebra skalne, zaś bardziej podatne na wietrzenie wapienie tworzą szczerby i wnęki między nimi.
W zboczach opadających do Doliny Małej Łąki znajduje się kilkanaście jaskiń, m.in. Jaskinia Śpiących Rycerzy, Nyża nad Siodłem, Dziura nad Jaskinią Śpiących Rycerzy I, Dziura nad Jaskinią Śpiących Rycerzy II i Jaskinia Śpiących Rycerzy Wyżnia.
Ciekawa flora. M.in. stwierdzono tutaj występowanie gruszyczki karpackiej, ostrołódki karpackiej, ostrołódki polnej i potrostka alpejskiego – bardzo rzadkich roślin, w Polsce występujących tylko w Tatrach i to w nielicznych tylko miejscach.

## Turystyka i taternictwo
Z początkiem XX wieku w Małym Giewoncie były dwa znakowane szlaki turystyczne:
- z Małej Dolinki przez Żleb Kirkora na Giewoncką Przełęcz. Szlak ten omijał dwa dolne progi Żlebu Kirkora.
- przez Warzechę i Bacuch na przełęcz Siodło.

Były to trudne i niebezpieczne szlaki. Zlikwidowano je, a pozostałe po nich klamry i resztki wyblakłej farby można jeszcze gdzieniegdzie znaleźć. Obecnie istnieje jeden tylko szlak wiodący nad Doliną Małej Łąki, południowo-zachodnimi stokami Małego Giewontu.
Wśród taterników Mały Giewont wzbudzał średnie zainteresowanie. W XIX wieku wspinał się tutaj Karol Potkański i Mieczysław Karłowicz, brak jednak opisów ich przejść. Również po II wojnie światowej taternicy bywali tutaj bardzo rzadko. W latach 90. wspinał się Władysław Cywiński i inni. Za najciekawsze z taternickiego punktu widzenia miejsca W. Cywiński uznaje masyw Skrajnej Giewonckiej Baszty, Przełęcz nad Dziurą i Siodłową Turnię. Obecnie cały masyw Małego Giewontu jest dla taterników zamknięty, turystycznie dozwolone jest tylko przejście znakowanym szlakiem i to tylko w okresie letnim.
Szlaki turystyczne
 Dolina Strążyska – Przełęcz w Grzybowcu – Grzybowiec – Siodło – Wyżnia Kondracka Przełęcz. Czas przejścia z Przełęczy w Grzybowcu na Giewont: 1:45 h, ↓ 1:20 h.